# Revolta de Bolotnikov
A Revolta de Bolotnikov, na historiografia russa chamada de Guerra Camponesa sob a Liderança de Ivan Bolotnikov (Revolta Camponesa), foi uma grande revolta camponesa, cossaca e nobre de 1606–1607 liderada por Ivan Bolotnikov e vários outros líderes. Na época do ponto mais alto da revolta (o Cerco de Moscou em 1606), mais de 70 cidades no sul e no centro da Rússia estavam sob o controle dos rebeldes.

## Causas
No final do século XVI, a servidão estava se formando na Rússia. O descontentamento dos camponeses, causado pela intensificação da opressão feudal, foi expresso nas revoltas dos camponeses do mosteiro no final do século XVI, com o êxodo em massa para as regiões do sul durante a fome de 1601-1603. Em 1603 houve uma grande revolta de escravos e camponeses sob o comando de Khlopok Kosolap.
Após a morte do Falso Demétrio I, rumores se espalharam por Moscou de que não foi Demétrio quem foi morto no palácio, mas outra pessoa. Esses rumores tornaram a posição de Basílio IV, o novo czar, muito precária. Havia muitos insatisfeitos com o rei boiardo e se apossaram do nome de Demétrio. Alguns – porque acreditavam sinceramente em sua salvação; outros – porque só esse nome poderia dar à luta contra Basílio um caráter "legítimo".
A escravização dos camponeses, a introdução dos "anos fixos" por Fyodor Ioannovich, instabilidade política, fome - como resultado disso, o levante foi claramente antiboiardo.

## Participantes da revolta
- Camponeses e escravos (Ivan Bolotnikov);
- Cossacos Seversky (sevryuki);
- Cossacos Terek, Volga e Zaporozhye (Ileika Muromets);
- Nobreza Ryazan (Prokopy Lyapunov), Tula (Istoma Pashkov) e Seversky (Andrei Telatevsky);
- Um exército contratado de 10 mil Lansquenetes com artilharia.

No total, 30 mil rebeldes participaram da marcha para Moscou. Assim, o levante pode ser considerado uma guerra civil, já que todos os setores da sociedade da época participaram. No entanto, a participação de tropas mercenárias, a presença de comandantes da aristocracia e o fato de os eventos terem ocorrido logo após a queda do Falso Demétrio I implicam na possibilidade de intervenção polonesa.

## Começo da revolta
O Don Cossaco Ivan Bolotnikov era um servo militar do Príncipe Andrey Telatevsky. Retornando pela Europa do cativeiro turco, ele estava em Sambor (no castelo de Yuri Mnishek) apresentado a uma certa pessoa que se autodenominava "Czar Demétrio Ivanovich". Aparentemente, este era o aventureiro Mikhail Molchanov, um associado de Demétrio I, que havia fugido de Moscou e agora enviava "cartas reais" para o sul da Rússia, seladas com um selo czar de ouro que ele havia roubado. As cartas anunciando o retorno iminente do czar Demétrio foram consideradas por muitos como totalmente confiáveis. Guerreiro experiente, Bolotnikov foi nomeado "grande governador" em Sambor e enviado a Putivl para o príncipe Grigory Shakhovsky, que começou a erguer a Terra Seversky contra o czar Basílio IV.
Andrei Telyatevsky, o governador de Chernigov, a quem Bolotnikov havia servido anteriormente, também simpatizava com o levante. Dezenas de cidades e fortalezas no sudoeste da Rússia começaram a se separar rapidamente de Basílio.

## Campanha para Moscou
O czar Basílio enviou tropas lideradas pelos governadores Yuri Trubetskoy e Ivan Vorotynsky para lutar contra os rebeldes. Em agosto de 1606, o exército de Trubetskoy foi derrotado pelos rebeldes na batalha de Kromy; na batalha de Yelets, o exército de Vorotynsky foi derrotado. Em 3 de outubro de 1606, Bolotnikov venceu a batalha perto de Kaluga, onde estavam concentradas as principais forças do exército de Basílio.
Os rebeldes a caminho de Moscou chegaram a Kolomna. Em outubro de 1606, o posad de Kolomna foi apreendido pelos rebeldes, mas o Kremlin continuou a resistir obstinadamente. Deixando uma pequena parte de suas forças em Kolomna, Bolotnikov seguiu pela estrada Kolomenskaya para Moscou. Na aldeia de Troitskoye, Kolomenskoye Uyezd, ele conseguiu derrotar as tropas do governo. O exército de Bolotnikov estava localizado na aldeia de Kolomenskoye, perto de Moscou.
Em 7 de outubro de 1606, o exército de Bolotnikov sitiou Moscou. Em novembro, os cossacos de Ileika Muromets se juntaram ao levante, mas em 15 de novembro os raties de Lyapunov de Riazã mudaram para o lado de Basílio. Isso se deveu em parte à estratificação dos rebeldes em cossacos e nobres, e em parte à agitação ativa do patriarca Germogen contra os rebeldes. O governo Basílio conseguiu convencer os moscovitas de que se os bolotnikitas tomassem a cidade, eles seriam punidos pelo assassinato de Demétrio I, então os habitantes da cidade estavam determinados. Em 2 de dezembro, os rebeldes enfraquecidos foram derrotados e recuaram para Kaluga (Bolotnikov) e Tula (Ileika Muromets).

## Cerco de Kaluga
Em 20 de dezembro, o exército czarista sitiou os rebeldes em Kaluga. No início de 1607, um grande destacamento de cossacos veio em auxílio dos rebeldes. Outras forças dos rebeldes, pertencentes a Ileika Muromets e as figuras proeminentes da revolta ligadas a ele, tentaram romper o cerco de fora. Sua luta com as forças do governo teve sucesso variável. Na batalha de Venev, o príncipe Andrei Telyatevsky, que se juntou aos rebeldes, conseguiu vencer, mas então os governadores reais derrotaram os "ladrões" nas batalhas em Vyrka. Os rebeldes compensaram essas derrotas com vitórias na batalha de Tula e na batalha de Dedilov. No entanto, seu maior sucesso nesta fase da revolta foi a Batalha de Pchelna em maio de 1607. Foi o resultado da segunda campanha das forças rebeldes em Kaluga, empreendida por Ileika Muromets para ajudar o sitiado Bolotnikov. À frente do exército, marchando para Kaluga, foi colocado o príncipe Telatevsky. Depois disso, Bolotnikov suspendeu o cerco de Kaluga em uma surtida contra os regimentos czaristas.
No entanto, logo o exército de Bolotnikov, marchando para se juntar às unidades do Falso Pedro em Tula, sofreu uma grande derrota na batalha de Vosma. Isso permitiu que as forças czaristas fizessem uma campanha decisiva em Tula.

## Defesa de Tula

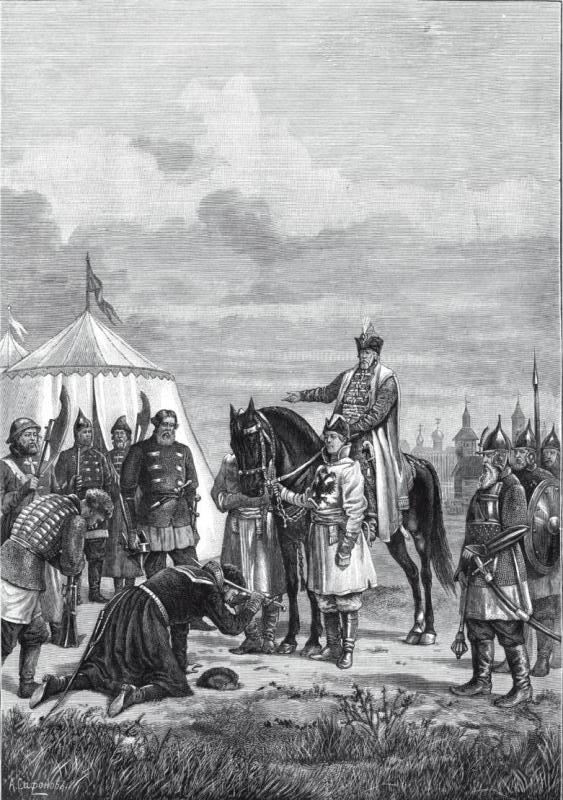
Alexander Petrovich Safonov - Bolotnikov e Shuisky (c. 1917) -Bolotnikov rende-se perante Basílio IV

Em 22 de junho de 1607, as tropas reais se aproximaram das paredes da rebelde Tula. Em 10 de julho, o czar Basílio IV assumiu a liderança pessoal do cerco de Tula. A situação dos sitiantes foi complicada pelo fato do Falso Demétrio II ter aparecido em Starodub, que moveu seus exércitos para ajudar as forças de Tula. Em 20 de outubro de 1607, o Kremlin de Tula foi tomado por Basílio. Durante o cerco, as tropas czaristas bloquearam o rio Upa - que atravessa a cidade com uma barragem - e causaram uma inundação. A ideia de tal método de cerco foi sugerida a Basílio pelo boiardo Ivan Kravkov, de quem Bolotnikov requisitou grandes suprimentos de comida. Os rebeldes tentaram explodir a barragem, mas o mesmo Kravkov avisou Basílio e a tentativa falhou.
Bolotnikov foi exilado em Kargopol, cego e afogado. Ileiko Muromets – enforcado. Voivode Shakhovskoy - tonsurado à força para um monge. Segundo a lenda, Basílio IV prometeu "não derramar sangue" dos rebeldes que concordaram em se render. Para cumprir formalmente sua promessa, ele então usou o método de execução "sem sangue" - por afogamento - com represálias contra os rebeldes.

## Motivos da derrota
O principal fator da derrota foi a falta de unidade nas fileiras de suas tropas. Consequência da traição das tropas e da falta de uma ideologia unificada - visto que revolta contou com a presença de pessoas de diferentes esferas da vida e todas perseguiram seus próprios objetivos.
A nobreza logo mudou para o lado de Basílio; subestimação das forças inimigas. Bolotnikov frequentemente forçava eventos, não dando ao exército a oportunidade de acumular forças.

## Consequências
Apesar da supressão do levante, o Tempo de Dificuldades na Rússia não acabou. Os "ladrões" sobreviventes de Bolotnikov se juntaram ao exército rebelde do Falso Demétrio II vindo de Starodub e se juntaram ao acampamento Tushino. Posteriormente, esses "ladrões" participaram da Primeira (Prokopy Lyapunov) e da Segunda Milícia (Grigory Shakhovskoy).